# Cebrennus kochi
Cebrennus kochi là một loài nhện trong họ Sparassidae.
Loài này thuộc chi Cebrennus. Cebrennus kochi được Octavius Pickard-Cambridge miêu tả năm 1872.